# Copa Europea de la FIBA 2017-18
La Copa Europea de la FIBA 2017-18 fue la tercera temporada de la "Copa Europea de la FIBA" una competición europea de baloncesto profesional para clubes que fue instaurada por FIBA. La competición comenzó el 20 de septiembre de 2017, con las rondas de clasificación, y finalizó el 2 de mayo de 2018.

## Cambios de formato
Para la temporada 2017-18, la Copa Europea de la FIBA se redujo la liga regular a 32 equipos. Esto incluirá ocho grupos de cuatro equipos divididos en dos. Los dos equipos mejor clasificados de cada grupo de la temporada regular avanzarán a la segunda ronda (cuatro grupos de cuatro equipos seguidos por los play-offs). Los 22 equipos que sean eliminados de la Liga de Campeones de Baloncesto 2017-18 se unirán a otros 10 equipos que vendrán de las rondas de clasificación que son implementadas.

### Elegibilidad de jugadores
FIBA acordó adoptar reglas de elegibilidad, forzando a los clubes a tener al menos 5 jugadores nacionales en listas de 11 o 12 jugadores, o al menos cuatro si el equipo tiene menos jugadores.

## Distribución de equipos
Un total de 60 equipos participarán en esta edición de la Liga Europea de la FIBA.

### Equipos
Las etiquetas entre paréntesis indican como se ha clasificado cada equipo para la ronda a la que comienza. 
- 1º, 2º, 3º, 4º, 5º, etc.: Posición final de la liga, incluidos los eventuales Playoffs
- CL: Transferido de la Liga de Campeones
  - FG: Quinto y sexto lugar de la fase de grupos
  - QR: Perdedores de la fase de clasificación

| Play-offs                       | Play-offs                        | Play-offs                 | Play-offs                     |
| ------------------------------- | -------------------------------- | ------------------------- | ----------------------------- |
| Dinamo Sassari (CL FG)          | Movistar Estudiantes (CL FG)     | Ventspils (CL FG)         | Sidigas Avellino (CL FG)      |
| Juventus (CL FG)                | Umana Reyer Venezia (CL FG)      | Élan Chalon (CL FG)       | Oostende (CL FG)              |
| Fase de grupos                  |                                  |                           |                               |
| Alba Fehérvár (CL QR3)          | Telenet Antwerp Giants (CL QR3)  | Kalev/Cramo (CL QR2)      | ece Bulls Kapfenberg (CL QR1) |
| Avtodor Saratov (CL QR3)        | Tsmoki-Minsk (CL QR3)            | Mornar (CL QR2)           | Karpoš Sokoli (CL QR1)        |
| Basic-Fit Brussels (CL QR3)     | Bakken Bears (CL QR2)            | Nizhny Novgorod (CL QR2)  | Keravnos(CL QR1)              |
| Donar (CL QR3)                  | Benfica (CL QR2)                 | U-BT Cluj Napoca (CL QR2) | Luleå (CL QR1)                |
| Kataja (CL QR3)                 | Budivelnyk (CL QR2)              | Bosna (CL QR1)            | Sigal Prishtina (CL QR1)      |
| Lukoil Academic (CL QR3)        | Divina Seguros Joventut (CL QR2) | Dinamo Tbilisi (CL QR1)   | Vytautas (CL QR1)             |
| Segunda fase de clasificación   |                                  |                           |                               |
| Proximus Spirou (4º)            | University of Tartu (3º)         | Porto (2º)                | Khimik (2º)                   |
| Beroe (2º)                      | Le Portel (8º)                   | Steaua (2º)               |                               |
| Petrolina AEK Larnaca (2º)      | Falco Szombathely (2º)           | Södertälje Kings (2º)     |                               |
| Primera fase de clasificación   |                                  |                           |                               |
| İstanbul BB (10º)               | Körmend (4º)                     | Pardubice (3º)            | Rabotnički (3º)               |
| Trabzonspor Medical Park (12º)  | Szolnoki Olaj (5º)               | s.Oliver Würzburg (14º)   | Stal Ostrów Wielkopolski (3º) |
| Demir İnşaat Büyükçekmece (13º) | Oradea (3º)                      | KR (1º)                   | Parma (13º)                   |
| Rilski Sportist (3º)            | Sibiu (4º)                       | Bnei Herzliya (7º)        | Borås (5º)                    |
| Balkan (6º)                     | Belfius Mons-Hainaut (7º)        | Nevėžis (9º)              | Dnipro (3º)                   |

## Calendario de partidos y sorteos
El calendario de la competición es el siguiente (Todos los sorteos se efectuarán en la sede de la FIBA en Mies, Suiza, a menos que se diga lo contrario):
| Fase                   | Ronda                        | Día del sorteo       | Primera vuelta           | Segunda vuelta           |
| ---------------------- | ---------------------------- | -------------------- | ------------------------ | ------------------------ |
| Rondas clasificatorias | Primera ronda clasificatoria | 3 de agosto de 2017  | 20 de septiembre de 2017 | 27 de septiembre de 2017 |
| Rondas clasificatorias | Segunda ronda clasificatoria | 3 de agosto de 2017  | 4 de octubre de 2017     | 11 de octubre de 2017    |
| Fase de grupos         | Jornada 1                    | 3 de agosto de 2017  | 18 de octubre de 2017    | 18 de octubre de 2017    |
| Fase de grupos         | Jornada 2                    | 3 de agosto de 2017  | 25 de octubre de 2017    | 25 de octubre de 2017    |
| Fase de grupos         | Jornada 3                    | 3 de agosto de 2017  | 1 de noviembre de 2017   | 1 de noviembre de 2017   |
| Fase de grupos         | Jornada 4                    | 3 de agosto de 2017  | 8 de noviembre de 2017   | 8 de noviembre de 2017   |
| Fase de grupos         | Jornada 5                    | 3 de agosto de 2017  | 15 de noviembre de 2017  | 15 de noviembre de 2017  |
| Fase de grupos         | Jornada 6                    | 3 de agosto de 2017  | 6 de diciembre de 2017   | 6 de diciembre de 2017   |
| Segunda fase           | Jornada 1                    | 3 de agosto de 2017  | 20 de diciembre de 2017  | 20 de diciembre de 2017  |
| Segunda fase           | Jornada 2                    | 3 de agosto de 2017  | 10 de enero de 2018      | 10 de enero de 2018      |
| Segunda fase           | Jornada 3                    | 3 de agosto de 2017  | 17 de enero de 2018      | 17 de enero de 2018      |
| Segunda fase           | Jornada 4                    | 3 de agosto de 2017  | 24 de enero de 2018      | 24 de enero de 2018      |
| Segunda fase           | Jornada 5                    | 3 de agosto de 2017  | 31 de enero de 2018      | 31 de enero de 2018      |
| Segunda fase           | Jornada 6                    | 3 de agosto de 2017  | 7 de febrero de 2018     | 7 de febrero de 2018     |
| Playoffs               | Octavos de final             | 8 de febrero de 2018 | 7 de marzo de 2018       | 14 de marzo de 2018      |
| Playoffs               | Cuartos de final             | 8 de febrero de 2018 | 21 de marzo de 2018      | 28 de marzo de 2018      |
| Playoffs               | Semifinales                  | 8 de febrero de 2018 | 11 de abril de 2018      | 18 de abril de 2018      |
| Playoffs               | Final                        | 8 de febrero de 2018 | 25 de abril de 2018      | 2 de mayo de 2018        |

## Fases previas
El sorteo para las fase previas fue el 3 de agosto de 2017 en Mies, Suiza.
En las fases clasificatorias, los equipos son divididos en cabezas y no cabezas de serie, con base en los coeficientes de club, luego son sorteadas las eliminatorias de ida y vuelta. Los equipos del mismo país no puedes ser emparejados entre sí.

### Primera fase de clasificación
Un total de 20 equipos juegan la primera fase. La ida se jugó entre el 19 y 21 de septiembre y la vuelta entre el 26 y 28 de septiembre de 2017.
| Equipo 1                  | Agr.    | Equipo 2                      | Ida    | Vuelta |
| ------------------------- | ------- | ----------------------------- | ------ | ------ |
| Balkan                    | 152–151 | Oradea                        | 82–66  | 70–85  |
| Szolnoki Olaj             | 176–175 | Trabzonspor Medical Park      | 108–98 | 68–77  |
| Demir İnşaat Büyükçekmece | 171–156 | Dnipro                        | 88–89  | 83–67  |
| Borås                     | 133–163 | Körmend                       | 61–78  | 72–85  |
| Sibiu                     | 142–156 | Pardubice                     | 78–79  | 64–77  |
| KR                        | 138–172 | Belfius Mons-Hainaut          | 67–88  | 71–84  |
| Bnei Herzliya             | 148–139 | Slam Stal Ostrów Wielkopolski | 84–74  | 64–65  |
| Nevėžis                   | 167–143 | Rilski Sportist               | 76–81  | 91–62  |
| Parma                     | 183–136 | Rabotnički                    | 88–63  | 95–73  |
| s.Oliver Würzburg         | 138–140 | İstanbul BB                   | 62–75  | 76–65  |

### Segunda fase de clasificación
Un total de 20 equipos participan en la segunda fase de clasificación: 10 equipos que entran en esta ronda, y los 10 ganadores de la primera fase de clasificación. Los partidos de ida se jugaran entre el 3 y 4 de octubre y la vuelta entre el 10 y 11 de octubre de 2017. 
| Equipo 1                  | Agr.    | Equipo 2              | Ida   | Vuelta |
| ------------------------- | ------- | --------------------- | ----- | ------ |
| Körmend                   | 164–147 | Steaua                | 91–75 | 73–72  |
| Bnei Herzliya             | 150–151 | Porto                 | 65–68 | 85–83  |
| Balkan                    | 169–180 | Falco Szombathely     | 95–96 | 74–84  |
| Szolnoki Olaj             | 159–138 | Södertälje Kings      | 86–63 | 73–75  |
| İstanbul BB               | 165–158 | Khimik                | 89–90 | 76–68  |
| Parma                     | 129–148 | Le Portel             | 74–74 | 55–74  |
| Nevėžis                   | 156–145 | Petrolina AEK Larnaca | 90–60 | 66–85  |
| Belfius Mons-Hainaut      | 167–135 | Beroe                 | 88–69 | 79–66  |
| Demir İnşaat Büyükçekmece | 160–146 | University of Tartu   | 87–78 | 73–68  |
| Pardubice                 | 141–180 | Proximus Spirou       | 75–92 | 66–88  |

## Fase de grupos
El sorteo para las fase previas fue el 3 de agosto de 2017 en Mies, Suiza.
Los 32 equipos se dividen en ocho grupos de cuatro equipos, con la restricción de que los equipos del mismo país no pueden ser enfrentados entre sí. En cada grupo, los equipos juegan uno contra el otro en una liga de todos contra todos. Los ganadores del grupo y los subcampeones avanzan a la segunda ronda, mientras que los equipos terceros y cuartos quedan eliminados.
Un total de 32 equipos juegan en la temporada regular: los 10 ganadores de la ronda de play-off, y 22 de los 24 perdedores de las fases previas de la Liga de Campeones. Los equipos derrotados en la segunda ronda preliminar harán una clasificación especial basada en la diferencia general de puntos por la que fueron derrotados. Los 22 equipos que perdieran por menos puntos serán los que podrán participar en la Copa Europea de la FIBA.
FIBA ha proporcionado información sobre los equipos que firmaron una cláusula que les permite retirarse de la Copa Europea de la FIBA si son eliminados de las rondas previas de la Liga de Campeones. En otras palabras, los siguientes equipos terminaron su aventura continental cuando fueron eliminados de la principal competición continental organizada por la FIBA y por lo tanto se niegan a participar en la Copa Europea de la FIBA:
Equipos con cláusula de No-Copa Europea: 
- Kalev/Cramo
- Nanterre 92
- MHP Riesen Ludwigsburg
- Juventus
- Vytautas
- Divina Seguros Joventut
- Movistar Estudiantes
- Luleå
- Budivelnyk

Notas:
- Los equipos tachados han sido eliminados en las fases de clasificación de la Liga de Campeones y han rechazado continuar en la Copa Europea de la FIBA, así por lo tanto, se añadieron 3 vacantes adicionales en la temporada regular de la Copa Europea de la FIBA.
- Los equipos en cursiva avanzaron a la fase de grupos de la Liga de Campeones de Baloncesto.

Dependiendo del número de equipos mencionados anteriormente que serán eliminados de las rondas de calificación de la Liga de Campeones y con el objetivo de completar los 32 lugares en la temporada regular, el número de equipos derrotados en la segunda ronda de clasificación que avanzarán a la fase de grupos será determinada por la diferencia de puntos registrada al final de sus emparejamientos. Si hay un empate, se usará la segunda vuelta para desempatar. Si el empate persiste, el siguiente criterio será la actuación de los clubes en las últimas tres temporadas en las competiciones europeas.
Para cubrir las tres vacantes dejadas por los equipos que no querían participar en esta competición, se procedió a seleccionar a los tres mejores equipos perdedores para que pudiesen participar en la fase de grupos:
Equipos eliminados que han sido seleccionados: 
- Bnei Herzliya - F
- Khimik - G
- Balkan - D

Estos tres equipos serán sorteados en los grupos D, F y G por FIBA Europa el jueves 12 de octubre de 2017 en la sede de la FIBA.
Los días de partidos serán los días 18 de octubre, 25 de octubre, 1 de noviembre, 8 de noviembre, 15 de noviembre y 6 de diciembre de 2017.

### Grupo A
| Pos. | Equipo                     | PJ | G | P | PF  | PC  | DP   | Pts | Clasificación             |       | POR   | DON   | ANT   | BOS    |
| ---- | -------------------------- | -- | - | - | --- | --- | ---- | --- | ------------------------- | ----- | ----- | ----- | ----- | ------ |
| 1    | ESSM Le Portel (A)         | 6  | 5 | 1 | 486 | 392 | +94  | 11  | Avanzan a la segunda fase |       | —     | 60–49 | 94–79 | 101–51 |
| 2    | Donar (A)                  | 6  | 4 | 2 | 453 | 391 | +62  | 10  | Avanzan a la segunda fase |       | 77–72 | —     | 84–82 | 94–56  |
| 3    | Telenet Antwerp Giants (E) | 6  | 3 | 3 | 484 | 489 | −5   | 9   |                           |       | 70–73 | 78–77 | —     | 84–77  |
| 4    | Bosna (E)                  | 6  | 0 | 6 | 377 | 528 | −151 | 6   |                           | 66–86 | 43–72 | 84–91 | —     |        |

 Fuente: Copa Europea de la FIBA

### Grupo B
| Pos. | Equipo              | PJ | G | P | PF  | PC  | DP   | Pts | Clasificación             |       | NEV    | BAK   | AVT   | BEN    |
| ---- | ------------------- | -- | - | - | --- | --- | ---- | --- | ------------------------- | ----- | ------ | ----- | ----- | ------ |
| 1    | Nevėžis (A)         | 6  | 4 | 2 | 508 | 464 | +44  | 10  | Avanzan a la segunda fase |       | —      | 71–86 | 84–83 | 94–68  |
| 2    | Bakken Bears (A)    | 6  | 4 | 2 | 523 | 493 | +30  | 10  | Avanzan a la segunda fase |       | 64–90  | —     | 97–85 | 95–76  |
| 3    | Avtodor Saratov (E) | 6  | 3 | 3 | 526 | 497 | +29  | 9   |                           |       | 75–86  | 76–73 | —     | 110–71 |
| 4    | Benfica (E)         | 6  | 1 | 5 | 484 | 587 | −103 | 7   |                           | 88–83 | 95–108 | 86–97 | —     |        |

 Fuente: Copa Europea de la FIBA

### Grupo C
| Pos. | Equipo                   | PJ | G | P | PF  | PC  | DP  | Pts | Clasificación             |       | MOR   | KAT   | POR   | KAP   |
| ---- | ------------------------ | -- | - | - | --- | --- | --- | --- | ------------------------- | ----- | ----- | ----- | ----- | ----- |
| 1    | Mornar (A)               | 6  | 4 | 2 | 437 | 417 | +20 | 10  | Avanzan a la segunda fase |       | —     | 76–71 | 81–70 | 74–58 |
| 2    | Kataja (A)               | 6  | 4 | 2 | 499 | 481 | +18 | 10  | Avanzan a la segunda fase |       | 81–76 | —     | 88–84 | 83–87 |
| 3    | Porto (E)                | 6  | 3 | 3 | 464 | 459 | +5  | 9   |                           |       | 68–55 | 86–90 | —     | 85–84 |
| 4    | ece Bulls Kapfenberg (E) | 6  | 1 | 5 | 431 | 474 | −43 | 7   |                           | 69–75 | 72–86 | 61–71 | —     |       |

 Fuente: Copa Europea de la FIBA

### Grupo D
| Pos. | Equipo                 | PJ | G | P | PF  | PC  | DP  | Pts | Clasificación             |       | KER   | KOR   | BRU   | BAL   |
| ---- | ---------------------- | -- | - | - | --- | --- | --- | --- | ------------------------- | ----- | ----- | ----- | ----- | ----- |
| 1    | Keravnos (A)           | 6  | 5 | 1 | 497 | 437 | +60 | 11  | Avanzan a la segunda fase |       | —     | 75–65 | 90–77 | 88–69 |
| 2    | Egis Körmend (A)       | 6  | 4 | 2 | 470 | 483 | −13 | 10  | Avanzan a la segunda fase |       | 93–92 | —     | 74–61 | 90–86 |
| 3    | Basic-Fit Brussels (E) | 6  | 2 | 4 | 447 | 463 | −16 | 8   |                           |       | 58–68 | 86–64 | —     | 81–78 |
| 4    | Balkan (E)             | 6  | 1 | 5 | 480 | 511 | −31 | 7   |                           | 75–84 | 83–84 | 89–84 | —     |       |

 Fuente: Copa Europea de la FIBA

### Grupo E
| Pos. | Equipo               | PJ | G | P | PF  | PC  | DP  | Pts | Clasificación             |       | CLU   | IBB   | LUK   | DIN   |
| ---- | -------------------- | -- | - | - | --- | --- | --- | --- | ------------------------- | ----- | ----- | ----- | ----- | ----- |
| 1    | U-BT Cluj-Napoca (A) | 6  | 5 | 1 | 527 | 451 | +76 | 11  | Avanzan a la segunda fase |       | —     | 90–69 | 83–70 | 97–74 |
| 2    | İstanbul BB (A)      | 6  | 5 | 1 | 491 | 439 | +52 | 11  | Avanzan a la segunda fase |       | 92–82 | —     | 81–69 | 72–52 |
| 3    | Lukoil Academic (E)  | 6  | 2 | 4 | 433 | 465 | −32 | 8   |                           |       | 73–88 | 76–80 | —     | 73–70 |
| 4    | Dinamo Tbilisi (E)   | 6  | 0 | 6 | 402 | 498 | −96 | 6   |                           | 73–87 | 70–97 | 63–72 | —     |       |

 Fuente: Copa Europea de la FIBA

### Grupo F
| Pos. | Equipo                        | PJ | G | P | PF  | PC  | DP  | Pts | Clasificación             |       | TSM   | ALB   | SPI   | HER   |
| ---- | ----------------------------- | -- | - | - | --- | --- | --- | --- | ------------------------- | ----- | ----- | ----- | ----- | ----- |
| 1    | Tsmoki-Minsk (A)              | 6  | 4 | 2 | 461 | 439 | +22 | 10  | Avanzan a la segunda fase |       | —     | 87–82 | 76–78 | 83–65 |
| 2    | Alba Fehérvár (A)             | 6  | 3 | 3 | 456 | 436 | +20 | 9   | Avanzan a la segunda fase |       | 73–64 | —     | 60–72 | 74–93 |
| 3    | Proximus Spirou (E)           | 6  | 3 | 3 | 429 | 441 | −12 | 9   |                           |       | 78–82 | 52–74 | —     | 66–62 |
| 4    | Bnei Rav-Bariach Herzliya (E) | 6  | 2 | 4 | 438 | 468 | −30 | 8   |                           | 63–69 | 68–93 | 87–83 | —     |       |

 Fuente: Copa Europea de la FIBA

### Grupo G
| Pos. | Equipo                        | PJ | G | P | PF  | PC  | DP  | Pts | Clasificación             |       | BUY   | BEL   | SIG   | KHI   |
| ---- | ----------------------------- | -- | - | - | --- | --- | --- | --- | ------------------------- | ----- | ----- | ----- | ----- | ----- |
| 1    | Demir İnşaat Büyükçekmece (A) | 6  | 5 | 1 | 478 | 409 | +69 | 11  | Avanzan a la segunda fase |       | —     | 79–84 | 86–59 | 80–76 |
| 2    | Belfius Mons-Hainaut (A)      | 6  | 3 | 3 | 445 | 420 | +25 | 9   | Avanzan a la segunda fase |       | 64–69 | —     | 72–74 | 75–51 |
| 3    | Sigal Prishtina (E)           | 6  | 3 | 3 | 422 | 441 | −19 | 9   |                           |       | 66–84 | 69–75 | —     | 76–65 |
| 4    | Khimik (E)                    | 6  | 1 | 5 | 389 | 464 | −75 | 7   |                           | 60–80 | 78–75 | 59–78 | —     |       |

 Fuente: Copa Europea de la FIBA

### Grupo H
| Pos. | Equipo              | PJ | G | P | PF  | PC  | DP   | Pts | Clasificación             |        | NIZ   | SZO    | FAL   | KAR    |
| ---- | ------------------- | -- | - | - | --- | --- | ---- | --- | ------------------------- | ------ | ----- | ------ | ----- | ------ |
| 1    | Nizhny Novgorod (A) | 6  | 5 | 1 | 523 | 475 | +48  | 11  | Avanzan a la segunda fase |        | —     | 78–70  | 94–92 | 95–70  |
| 2    | Szolnoki Olaj (A)   | 6  | 4 | 2 | 515 | 458 | +57  | 10  | Avanzan a la segunda fase |        | 97–71 | —      | 89–79 | 94–73  |
| 3    | Falco Vulcano (E)   | 6  | 3 | 3 | 546 | 471 | +75  | 9   |                           |        | 79–84 | 84–74  | —     | 108–87 |
| 4    | Karpoš Sokoli (E)   | 6  | 0 | 6 | 413 | 593 | −180 | 6   |                           | 67–101 | 73–91 | 43–104 | —     |        |

 Fuente: Copa Europea de la FIBA

## Segunda ronda
En cada grupo, los equipos juegan uno contra el otro en una liga de todos contra todos. Los primeros y segundos de cada grupo avanzan a los octavos de final, mientras que los equipos clasificados en tercer y cuarto lugar serán eliminados.
Un total de 16 equipos juegan en la segunda ronda: los ocho ganadores del grupo y los ocho subcampeones de la Fase de grupos . Los días de partido serán el 20 de diciembre de 2017, el 10 de enero, el 17 de enero, el 24 de enero, el 31 de enero y el 7 de febrero de 2018.

### Grupo I
| Pos. | Equipo              | PJ | G | P | PF  | PC  | DP  | Pts | Clasificación              |       | POR   | NIZ   | IBB    | KAT   |
| ---- | ------------------- | -- | - | - | --- | --- | --- | --- | -------------------------- | ----- | ----- | ----- | ------ | ----- |
| 1    | ESSM Le Portel (A)  | 6  | 6 | 0 | 496 | 403 | +93 | 12  | Avanzan a octavos de final |       | —     | 79–72 | 86–49  | 90–68 |
| 2    | Nizhny Novgorod (A) | 6  | 3 | 3 | 491 | 478 | +13 | 9   | Avanzan a octavos de final |       | 57–76 | —     | 110–86 | 84–75 |
| 3    | İstanbul BB (E)     | 6  | 3 | 3 | 469 | 523 | −54 | 9   |                            |       | 80–83 | 82–79 | —      | 85–83 |
| 4    | Kataja (E)          | 6  | 0 | 6 | 465 | 517 | −52 | 6   |                            | 77–82 | 80–89 | 82–87 | —      |       |

 Fuente: Copa Europea de la FIBA

### Grupo J
| Pos. | Equipo                        | PJ | G | P | PF  | PC  | DP  | Pts | Clasificación              |       | ALB   | KOR   | NEV   | BUY   |
| ---- | ----------------------------- | -- | - | - | --- | --- | --- | --- | -------------------------- | ----- | ----- | ----- | ----- | ----- |
| 1    | Alba Fehérvár (A)             | 6  | 5 | 1 | 500 | 462 | +38 | 11  | Avanzan a octavos de final |       | —     | 88–68 | 88–80 | 74–72 |
| 2    | Egis Körmend (A)              | 6  | 3 | 3 | 461 | 483 | −22 | 9   | Avanzan a octavos de final |       | 77–85 | —     | 85–79 | 73–71 |
| 3    | Nevėžis (E)                   | 6  | 2 | 4 | 495 | 501 | −6  | 8   |                            |       | 90–87 | 81–86 | —     | 75–78 |
| 4    | Demir İnşaat Büyükçekmece (E) | 6  | 2 | 4 | 452 | 462 | −10 | 8   |                            | 75–78 | 79–72 | 77–90 | —     |       |

 Fuente: Copa Europea de la FIBA

### Grupo K
| Pos. | Equipo            | PJ | G | P | PF  | PC  | DP  | Pts | Clasificación              |  | BAK   | TSM   | MOR   | SZO    |
| ---- | ----------------- | -- | - | - | --- | --- | --- | --- | -------------------------- |  | ----- | ----- | ----- | ------ |
| 1    | Bakken Bears (A)  | 6  | 4 | 2 | 509 | 536 | −27 | 10  | Avanzan a octavos de final |  | —     | 75–96 | 93–92 | 100–96 |
| 2    | Tsmoki-Minsk (A)  | 6  | 3 | 3 | 472 | 429 | +43 | 9   | Avanzan a octavos de final |  | 85–86 | —     | 84–45 | 86–61  |
| 3    | Mornar (A)        | 6  | 3 | 3 | 461 | 497 | −36 | 9   | Avanzan a octavos de final |  | 76–87 | 83–76 | —     | 73–68  |
| 4    | Szolnoki Olaj (E) | 6  | 2 | 4 | 484 | 464 | +20 | 8   |                            |  | 91–68 | 79–45 | 89–92 | —      |

 Fuente: Copa Europea de la FIBA

### Grupo L
| Pos. | Equipo                   | PJ | G | P | PF  | PC  | DP  | Pts | Clasificación              |  | DON   | CLU   | KER    | BEL   |
| ---- | ------------------------ | -- | - | - | --- | --- | --- | --- | -------------------------- |  | ----- | ----- | ------ | ----- |
| 1    | Donar (A)                | 6  | 4 | 2 | 511 | 444 | +67 | 10  | Avanzan a octavos de final |  | —     | 92–72 | 109–69 | 96–72 |
| 2    | U-BT Cluj-Napoca (A)     | 6  | 3 | 3 | 455 | 468 | −13 | 9   | Avanzan a octavos de final |  | 73–77 | —     | 77–71  | 77–80 |
| 3    | Keravnos (A)             | 6  | 3 | 3 | 437 | 463 | −26 | 9   | Avanzan a octavos de final |  | 74–72 | 67–71 | —      | 89–72 |
| 4    | Belfius Mons-Hainaut (E) | 6  | 2 | 4 | 451 | 479 | −28 | 8   |                            |  | 84–65 | 81–85 | 62–67  | —     |

 Fuente: Copa Europea de la FIBA

## Playoffs
En los Playoffs, los equipos se enfrentan entre sí en un conjunto de eliminatorias de ida y vuelta. En el sorteo, los ganadores de grupo son considerados cabezas de serie y los segundos son no cabezas de serie. Los cabezas de serie se enfrentaran a los equipos no cabezas de serie, jugándose la vuelta en el campo de equipo cabeza de serie. Los equipos del mismo grupo o del mismo país no pueden ser agrupados en una misma eliminatoria.
|  | Octavos de final | Octavos de final    | Octavos de final | Octavos de final    |    |                  | Cuartos de final | Cuartos de final | Cuartos de final | Cuartos de final |    |  | Semifinales | Semifinales | Semifinales      | Semifinales |    |  | Final | Final | Final | Final |  |
|  |                  |                     |                  |                     |    |                  |                  |                  |                  |                  |    |  |             |             |                  |             |    |  |       |       |       |       |  |
|  |                  |                     |                  |                     |    |                  |                  |                  |                  |                  |    |  |             |             |                  |             |    |  |       |       |       |       |  |
|  | L                | ESSM Le Portel      | 55               | 100                 |    |                  |                  |                  |                  |                  |    |  |             |             |                  |             |    |  |       |       |       |       |  |
|  | L                | ESSM Le Portel      | 55               | 100                 |    |                  |                  |                  |                  |                  |    |  |             |             |                  |             |    |  |       |       |       |       |  |
|  |                  | Dinamo Sassari      | 72               | 81                  |    |                  |                  |                  |                  |                  |    |  |             |             |                  |             |    |  |       |       |       |       |  |
|  |                  | Dinamo Sassari      | 72               | 81                  | L  | ESSM Le Portel   | 62               | 86               |                  |                  |    |  |             |             |                  |             |    |  |       |       |       |       |  |
|  |                  |                     |                  |                     | L  | ESSM Le Portel   | 62               | 86               |                  |                  |    |  |             |             |                  |             |    |  |       |       |       |       |  |
|  |                  |                     |                  | Bakken Bears        | 76 | 80               |                  |                  |                  |                  |    |  |             |             |                  |             |    |  |       |       |       |       |  |
|  | L                | Bakken Bears        | 93               | Bakken Bears        | 76 | 80               | 75               |                  |                  |                  |    |  |             |             |                  |             |    |  |       |       |       |       |  |
|  | L                | Bakken Bears        | 93               |                     |    |                  |                  |                  |                  |                  |    |  |             |             |                  |             |    |  |       |       |       |       |  |
|  |                  | Ventspils           | 73               | 81                  |    |                  |                  |                  |                  |                  |    |  |             |             |                  |             |    |  |       |       |       |       |  |
|  |                  |                     |                  |                     |    |                  |                  | L                | Bakken Bears     | 72               | 72 |  |             |             |                  |             |    |  |       |       |       |       |  |
|  |                  |                     |                  |                     |    |                  |                  |                  |                  |                  | 72 |  |             |             |                  |             |    |  |       |       |       |       |  |
|  |                  |                     |                  | Sidigas Avellino    | 75 | 82               |                  |                  |                  |                  |    |  |             |             |                  |             |    |  |       |       |       |       |  |
|  | L                | Tsmoki-Minsk        | 70               | Sidigas Avellino    | 75 | 82               | 72               |                  |                  |                  |    |  |             |             |                  |             |    |  |       |       |       |       |  |
|  | L                | Tsmoki-Minsk        | 70               |                     |    |                  |                  |                  |                  |                  |    |  |             |             |                  |             |    |  |       |       |       |       |  |
|  |                  | Sidigas Avellino    | 70               | 81                  |    |                  |                  |                  |                  |                  |    |  |             |             |                  |             |    |  |       |       |       |       |  |
|  |                  | Sidigas Avellino    | 70               | 81                  | L  | Sidigas Avellino | 77               | 85               |                  |                  |    |  |             |             |                  |             |    |  |       |       |       |       |  |
|  |                  |                     |                  |                     | L  | Sidigas Avellino | 77               | 85               |                  |                  |    |  |             |             |                  |             |    |  |       |       |       |       |  |
|  |                  |                     |                  | Juventus            | 77 | 68               |                  |                  |                  |                  |    |  |             |             |                  |             |    |  |       |       |       |       |  |
|  | L                | Alba Fehérvár       | 74               | Juventus            | 77 | 68               | 78               |                  |                  |                  |    |  |             |             |                  |             |    |  |       |       |       |       |  |
|  | L                | Alba Fehérvár       | 74               |                     |    |                  |                  |                  |                  |                  |    |  |             |             |                  |             |    |  |       |       |       |       |  |
|  |                  | Juventus            | 87               | 76                  |    |                  |                  |                  |                  |                  |    |  |             |             |                  |             |    |  |       |       |       |       |  |
|  |                  |                     |                  |                     |    |                  |                  |                  |                  |                  |    |  |             |             | Sidigas Avellino | 69          | 79 |  |       |       |       |       |  |
|  |                  |                     |                  |                     |    |                  |                  |                  |                  |                  |    |  |             |             |                  |             | 79 |  |       |       |       |       |  |
|  |                  |                     | L                | Umana Reyer Venezia | 77 | 81               |                  |                  |                  |                  |    |  |             |             |                  |             |    |  |       |       |       |       |  |
|  | L                | U-BT Cluj-Napoca    | L                | Umana Reyer Venezia | 77 | 81               | 76               | 69               |                  |                  |    |  |             |             |                  |             |    |  |       |       |       |       |  |
|  | L                | U-BT Cluj-Napoca    |                  |                     |    |                  |                  |                  |                  |                  |    |  |             |             |                  |             |    |  |       |       |       |       |  |
|  |                  | Donar               | 103              | 76                  |    |                  |                  |                  |                  |                  |    |  |             |             |                  |             |    |  |       |       |       |       |  |
|  |                  | Donar               | 103              | 76                  | L  | Donar            | 67               | 101              |                  |                  |    |  |             |             |                  |             |    |  |       |       |       |       |  |
|  |                  |                     |                  |                     | L  | Donar            | 67               | 101              |                  |                  |    |  |             |             |                  |             |    |  |       |       |       |       |  |
|  |                  |                     |                  | Mornar              | 73 | 74               |                  |                  |                  |                  |    |  |             |             |                  |             |    |  |       |       |       |       |  |
|  | L                | Mornar              | 71               | Mornar              | 73 | 74               | 90               |                  |                  |                  |    |  |             |             |                  |             |    |  |       |       |       |       |  |
|  | L                | Mornar              | 71               |                     |    |                  |                  |                  |                  |                  |    |  |             |             |                  |             |    |  |       |       |       |       |  |
|  |                  | Oostende            | 84               | 63                  |    |                  |                  |                  |                  |                  |    |  |             |             |                  |             |    |  |       |       |       |       |  |
|  |                  |                     |                  |                     |    |                  |                  | L                | Donar            | 72               | 83 |  |             |             |                  |             |    |  |       |       |       |       |  |
|  |                  |                     |                  |                     |    |                  |                  |                  |                  |                  | 83 |  |             |             |                  |             |    |  |       |       |       |       |  |
|  |                  |                     |                  | Umana Reyer Venezia | 82 | 80               |                  |                  |                  |                  |    |  |             |             |                  |             |    |  |       |       |       |       |  |
|  | L                | Nizhny Novgorod     | 77               | Umana Reyer Venezia | 82 | 80               | 71               |                  |                  |                  |    |  |             |             |                  |             |    |  |       |       |       |       |  |
|  | L                | Nizhny Novgorod     | 77               |                     |    |                  |                  |                  |                  |                  |    |  |             |             |                  |             |    |  |       |       |       |       |  |
|  |                  | Keravnos            | 62               | 61                  |    |                  |                  |                  |                  |                  |    |  |             |             |                  |             |    |  |       |       |       |       |  |
|  |                  | Keravnos            | 62               | 61                  | L  | Nizhny Novgorod  | 76               | 94               |                  |                  |    |  |             |             |                  |             |    |  |       |       |       |       |  |
|  |                  |                     |                  |                     | L  | Nizhny Novgorod  | 76               | 94               |                  |                  |    |  |             |             |                  |             |    |  |       |       |       |       |  |
|  |                  |                     |                  | Umana Reyer Venezia | 86 | 90               |                  |                  |                  |                  |    |  |             |             |                  |             |    |  |       |       |       |       |  |
|  | L                | Egis Körmend        | 51               | Umana Reyer Venezia | 86 | 90               | 88               |                  |                  |                  |    |  |             |             |                  |             |    |  |       |       |       |       |  |
|  | L                | Egis Körmend        | 51               |                     |    |                  |                  |                  |                  |                  |    |  |             |             |                  |             |    |  |       |       |       |       |  |
|  |                  | Umana Reyer Venezia | 83               | 86                  |    |                  |                  |                  |                  |                  |    |  |             |             |                  |             |    |  |       |       |       |       |  |
|  |                  |                     |                  |                     |    |                  |                  |                  |                  |                  |    |  |             |             |                  |             |    |  |       |       |       |       |  |
|  |                  |                     |                  |                     |    |                  |                  |                  |                  |                  |    |  |             |             |                  |             |    |  |       |       |       |       |  |

### Octavos de final
| Equipo 1         | Agr.    | Equipo 2            | Ida    | Vuelta |
| ---------------- | ------- | ------------------- | ------ | ------ |
| Nizhny Novgorod  | 148–123 | Keravnos            | 77–62  | 71–61  |
| Tsmoki-Minsk     | 142–151 | Sidigas Avellino    | 70–70  | 72–81  |
| ESSM Le Portel   | 155–153 | Dinamo Sassari      | 55–72  | 100–81 |
| Mornar           | 161–147 | Oostende            | 71–84  | 90–63  |
| U-BT Cluj-Napoca | 145–179 | Donar               | 76–103 | 69–76  |
| Bakken Bears     | 168–154 | Ventspils           | 93–73  | 75–81  |
| Alba Fehérvár    | 152–163 | Juventus            | 74–87  | 78–76  |
| Egis Körmend     | 139–169 | Umana Reyer Venezia | 51–83  | 88–86  |

### Cuartos de final
| Equipo 1         | Agr.    | Equipo 2            | Ida   | Vuelta |
| ---------------- | ------- | ------------------- | ----- | ------ |
| Nizhny Novgorod  | 170–176 | Umana Reyer Venezia | 76–86 | 94–90  |
| Sidigas Avellino | 162–145 | Juventus            | 77–77 | 85–68  |
| ESSM Le Portel   | 148–156 | Bakken Bears        | 62–76 | 86–80  |
| Donar            | 168–147 | Mornar              | 67–73 | 101–74 |

### Semifinales
| Equipo 1     | Agr.    | Equipo 2            | Ida   | Vuelta |
| ------------ | ------- | ------------------- | ----- | ------ |
| Bakken Bears | 144–157 | Sidigas Avellino    | 72–75 | 72–82  |
| Donar        | 155–162 | Umana Reyer Venezia | 72–82 | 83–80  |

### Final
| Equipo 1            | Agr.    | Equipo 2         | Ida   | Vuelta |
| ------------------- | ------- | ---------------- | ----- | ------ |
| Umana Reyer Venezia | 158–148 | Sidigas Avellino | 77–69 | 81–79  |